# Canelar
Canelar är en ort i Mexiko.   Den ligger i kommunen Pantepec och delstaten Chiapas, i den sydöstra delen av landet, 700 km öster om huvudstaden Mexico City. Canelar ligger 1 314 meter över havet och antalet invånare är 355.
Terrängen runt Canelar är kuperad söderut, men norrut är den bergig. Runt Canelar är det ganska tätbefolkat, med 104 invånare per kvadratkilometer. Närmaste större samhälle är Pueblo Nuevo Jolistahuacan, 18,9 km sydost om Canelar. I omgivningarna runt Canelar växer i huvudsak städsegrön lövskog.